# 日光岩

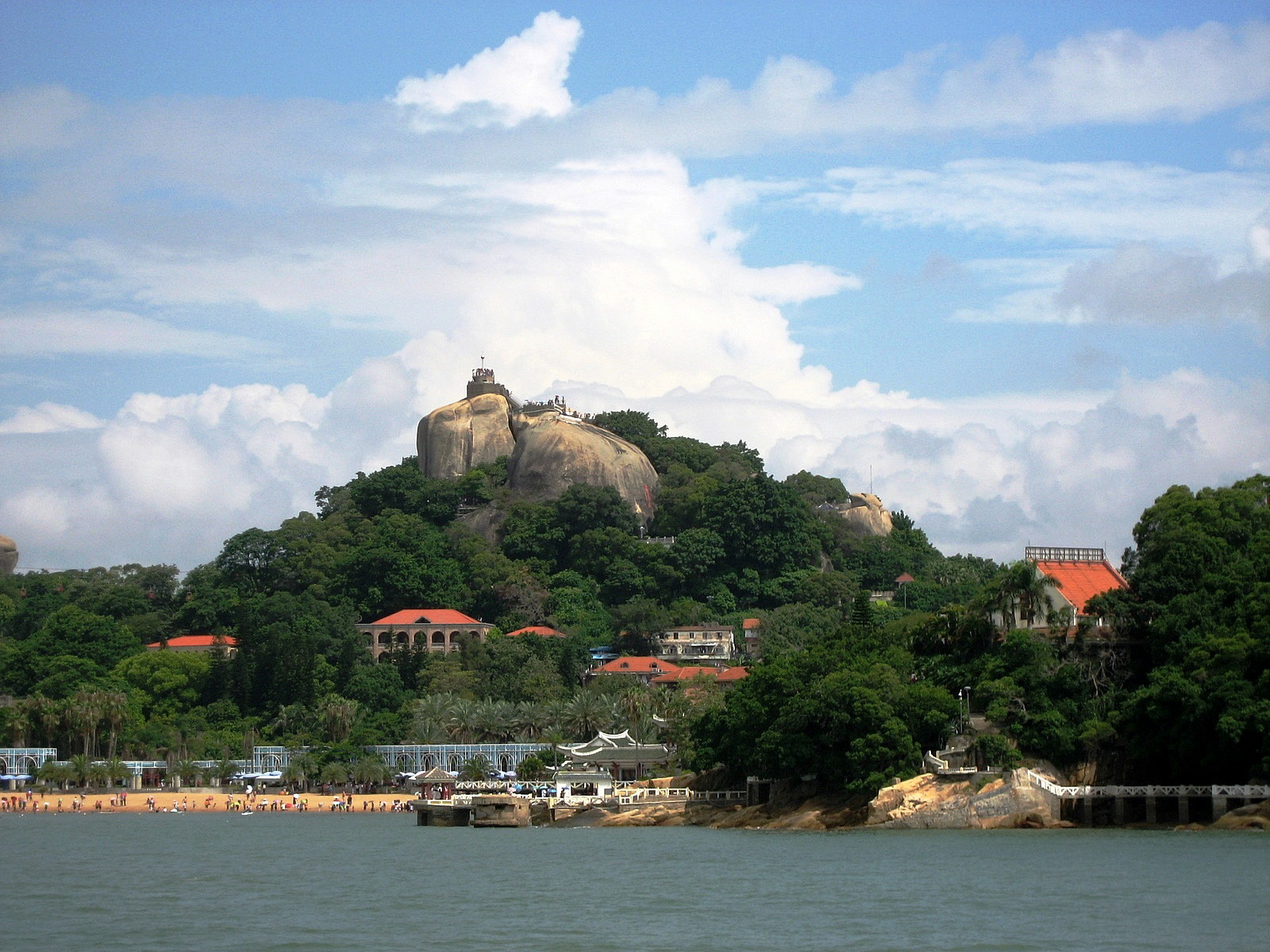
日光岩

日光岩，俗称岩仔山，又称晃岩，是一块高40多米的巨石，位于厦门鼓浪屿中部偏南的龙头山的顶端，海拔92.68米，为鼓浪屿最高峰。日光岩是鼓浪屿上的著名景观，顶端建有圆台，可供游人观赏鼓浪屿全岛的景观。
1. ↑  . 中国经济网. 2004-09-06  [2023-08-19]. （原始内容存档于2004-09-09） （中文（中国大陆））.